# Alphonse d'Este
Alphonse d'Este (né le 10 mars 1527 – mort le 1er novembre 1587) fut un noble ferrarais de la Renaissance.

## Biographie
Alphonse est le fils du duc de Ferrare Alphonse Ier d'Este et de sa maitresse Laura Dianti.
En 1523, Alphonse reçoit de son père Montecchio  qu'il rend par testament fief privilégié pour les cadets de sa maison. En 1569, l'empereur  Maximilien II élève Montecchio au marquisat.
En 1532, Alphonse est légitimé par le cardinal Innocent Cybo et l'année suivante par son père.
Il épouse en premières noces le 3 janvier 1549 Giuliana della Rovere (1525-1563), fille du duc d'Urbino François Marie Ier et d'Eleonora  de Gonzague, avec qui il a: 
- Alfonso d'Este (1560-1578) qui épouse Marfisa d'Este;
- César d'Este (1562-1628) qui épouse Virginia de Médicis mais qui n'est pas reconnu par le pape Clément VIII comme le successeur de Alphonse II d'Este, mort sans descendance. Les Este perdent alors le  duché de Ferrare;
- Éléonore d'Este (1561-1637) qui épouse Carlo Gesualdo, Prince de Venosa;
- Ippolita d'Este (1565-1602) qui épouse Federico Pico, duc de Mirandola.

Il a un fils naturel:
- Alessandro d'Este (1568-1624), cardinal.

En 1584, il épouse Violante Signa avec laquelle il a d'autres enfants.

## Sources
- (it) Cet article est partiellement ou en totalité issu de l’article de Wikipédia en italien intitulé « Alfonso d'Este, marchese di Montecchio » (voir la liste des auteurs).